# تبادل (سوق منظمة)
التبادل أو التبادل التجاري أو البورصة التداولية أو الملتقى التجاري هو سوق منظم يتم فيه شراء وبيع الأوراق المالية القابلة للتداول والسلع وصرف العملات والعقود الآجلة والخيارات.

## التاريخ

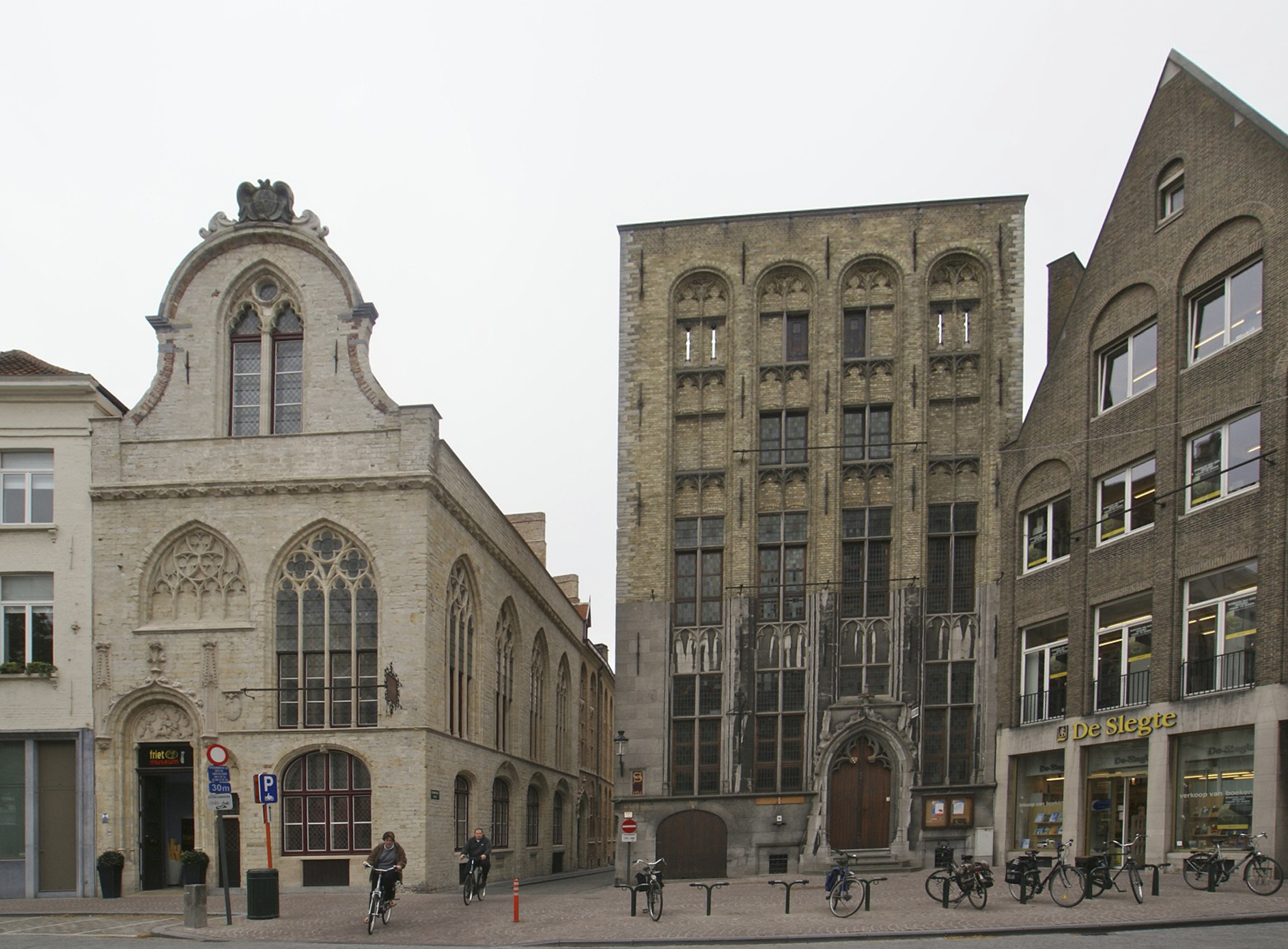
موقع هوس تير بيروز (Huis ter Beurze) في مدينة بروج البلجيكية

ارتبط مصطلح البورصة التداولية بالتبادل التجاري من القرن الثالث عشر إلى محل يُعرف باسم هوس تير بيروز (Huis ter Beurze)، تملكه عائلة فان دير بيروز (Van der Beurze) في مدينة بروج البلجيكية، حيث البائعون والتجار الأجانب من جميع أنحاء أوروبا، وخاصة الجمهوريات الإيطالية، جمهورية جنوة، وجمهورية فلورنسا، وجمهورية البندقية؛ يُجرون تجارتهم في أواخر العصور الوسطى.
أنشأ روبرت فان دير بورزي كنزل، دار ضيافة في عام 1285. وأصبح مديروها مشهورين بتقديم المشورة المالية الحكيمة للبائعين والتجار الذين يرتادون دار الضيافة. ثم أصبحت هذه الخدمة تُعرف باسم محفظة بورزي، والتي هي أساس البورصة التداولية، مما يعني بأنها أصبحَت مكان تبادل منظم. ففي النهاية، أصبح دار الضيافة مجرد مكان لتداول السلع.
خلال القرن الثامن عشر، أُعيد بناء واجهة هوس تير بيروز (Huis ter Beurze) مع واجهة واسعة من الأعمدة المستطيلة ذات التاج. ولكن وفي عام 1947 أُعيد المكان إلى مظهره الأصلي الذي كان عليه في العصور الوسطى.
في القرن الثاني عشر، كان تجار سوق صرف العملات في فرنسا مسؤولين عن السيطرة على ديون المجتمعات الزراعية وتنظيمها نيابة عن المصارف. وكان هؤلاء في الواقع أول سماسير. التقوا على الجسر الكبير في باريس (المعروف حاليًّا باسم جسر التغيير (بالفرنسية: Pont au Change)). وأخذوا أسماء من سماسير فوركس.
في القرن الثالث عشر، كان مصرفيُّو لومبارد أول من شارك مطالبات الدولة في بيزا وجنوة وفلورنسا. ثم وفي عام 1409، أُضِيف الطابع المؤسسي على هذه الظاهرة من خلال إنشاء بورصة تبادلية. ومن هذا الحدث، سرعان ما تبعه آخرون، في بلدان فلاندرز والبلدان المجاورة (غنت وأمستردام). وإلى الآن لا يزال في بلجيكا في أنتويرب، أول مبنى مُصمم لإيواء منحة دراسية. حيث إن أول منحة دراسية نُظمَت كانت في فرنسا في ليون في عام 1540.
وقع أول انهيار موثق في عام 1636 في هولندا. حيث وصلَت أسعار مصابيح الخزامى إلى مستويات عالية بشكل جنوني، وقد عُرف هذا الحدث باسم جنون التولِب (Tulip mania). وانهارَت الأسعار في 1 تشرين الأول (أكتوبر).
في القرن السابع عشر، كان الهولنديون أول من استخدم سوق الأوراق المالية لتمويل الشركات. وكانت أول شركة تُصدر الأسهم والسندات هي شركة الهند الشرقية الهولندية، في عام 1602.
بدأت بورصة لندن بتشغيل وإدراج الأسهم والسندات في عام 1688.

في عام 1774، ونقلًا عن المحاكم، وَجب على بورصة باريس التداولية (والتي تأسست في عام 1724)، ضرورة تحسين شفافية العمليات. ثم وفي القرن التاسع عشر، مكَّنَت الثورةُ الصناعيةُ التطورَ السريعَ لأسواق الأوراق المالية، مَقُودةً بمتطلبات رأس المالية لصناعة التمويل والنقل. ومنذ الثورة الحوسبية في سبعينيات القرن العشرين، ونحن نشهد تجريد الأوراق المالية المتداولة في البورصة.
في عام 1971، أصبحَت بورصة ناسداك السوق الرئيسة لتسعير الحواسيب. وفي فرنسا، كانت عملية التجريد فعَّالةً من 5 تشرين الثاني (نوفمبر) 1984.
أدى تطور التقنية المعلوماتية خلال الفترة الأخيرة من القرن العشرين إلى نوع جديد من التبادل الإلكتروني والذي حل محل الأسواق المادية التقليدية. مما تطلَّب تعريفات جديدة في اللوائح المالية لتعترف بهذه التبادلات الجديدة، مثل منشأة التجارة متعددة أطراف في أوروبا ونظام التجارة البديلة في الولايات المتحدة. فبدأ المنظمون كذلك في استخدام مصطلح الملتقى التجاري (trading venue)، لوصف التعريف الأوسع الذي يشمل التبادلات التقليدية والتبادلات الإلكترونية.

## الوصف
تجمع هذه البورصات بين السماسير والتجار الذين يقومون بشراء وبيع هذه الأشياء. ويمكن عادةً بيع هذه الأدوات المالية المختلفة، إما من خلال البورصة، وذلك في الغالب يتم باستخدام غرفة المقاصة لتقليل مخاطر التسوية.
يمكن تقسيم التبادلات:
- حسب نوع الغرض المُباع:
  - سوق الأوراق المالية أو سوق الضمانات[6]
  - تبادل السلع
  - سوق صرف العملات (وهو نادر اليوم ويكون في شكل مؤسسة متخصصة)

- حسب نوع التجارة:
  - التبادل التقليدي - للصفقات الفورية
  - تبادل العقود الآجلة أو تبادل العقود الآجلة والمختارة - للمشتقات

في الممارسة العملية، عادةً ما تكون بورصات العقود الآجلة هي بورصات للسلع الأساسية، أي أن جميع المشتقات، بما في ذلك المشتقات المالية، يتم تداولها عادة في بورصات السلع. وهذا الأمر له أسباب تاريخية:
- أول البورصات كانت سوق الأوراق المالية.
- في القرن التاسع عشر، تم فتح البورصات لتبادل العقود الآجلة على السلع.
- تسمى العقود الآجلة المتداولة في البورصة بأنها العقود الآجلة.
- وعندما بدأت بورصات السلع لاحقًا في تقديم عقود مستقبلية بدأَت على منتجات أخرى، مثل أسعار الفائدة والأسهم، بالإضافة إلى عقود الخيارات؛ والتي تٌعرف الآن باسم التبادلات الآجلة.

### لمزيد من التفاصيل طالِع
- سوق الأوراق المالية (بورصة الأوراق المالية)، قائمة البورصات في العالم،تصنيف:بورصات
- بورصة السلع (بورصة العقود الآجلة)، قائمة بورصات العقود الآجلة، تصنيف:العقود الأجلة
- سوق صرف العملات

## طالِع أيضًا
- سوق سلع أساسية
- قائمة البورصات في العالم
- التداول خارج البورصة